# Переложниково
Переложниково — деревня в Селивановском районе Владимирской области России, входит в состав Малышевского сельского поселения.

## География
Деревня расположена в 6 км на северо-восток от центра поселения села Малышево и в 20 км на юго-запад от райцентра рабочего посёлка Красная Горбатка.

## История
В конце XIX — начале XX века деревня входила в состав Тучковской волости Судогодского уезда, с 1926 года — в составе Дубровской волости Муромского уезда. В 1859 году в деревне числилось 35 дворов, в 1905 году — 68 дворов, в 1926 году — 110 дворов.
С 1929 года деревня являлась центром Переложниковского сельсовета Селивановского района, с 2005 года — в составе Малышевского сельского поселения.
В 1981 году к деревне присоединена упразднённая деревня Маланьино.
До 2010 года в деревне действовала Переложниковская основная общеобразовательная школа.

## Население
| 1859 | 1905 | 1926 | 2002 | 2010 | 2021 |
| ---- | ---- | ---- | ---- | ---- | ---- |
| 308  | ↗353 | ↗466 | ↘452 | ↘403 | ↗422 |

## Инфраструктура
В деревне имеются дом инвалидов и престарелых, дом культуры, отделение почтовой связи.